# Xiangqi
El xiangqi (xiàngqíⓘ (en chino, 象棋; pinyin, Xiàngqí; Wade-Giles, hsiang-ch'i; literalmente, ‘juego del elefante’) es un juego de mesa de estrategia sobre un tablero, de la misma familia que el shōgi, el janggi y el markuk, todos ellos descendientes del juego Indio chaturanga o algún otro tipo de pariente de juego cercano. Es uno de los juegos de mesa más populares de China. El juego representa una batalla entre dos ejércitos, con el objetivo de capturar al general enemigo (rey). Las características distintivas de xiangqi incluyen el cañón (pao), que debe saltar para capturar; una regla que prohíbe a los generales enfrentarse directamente entre sí; áreas del tablero llamadas río y palacio, que restringen el movimiento de algunas piezas (pero mejoran el de otras); y colocación de las piezas en las intersecciones de las líneas del tablero, en lugar de dentro de los cuadrados.

## Historia

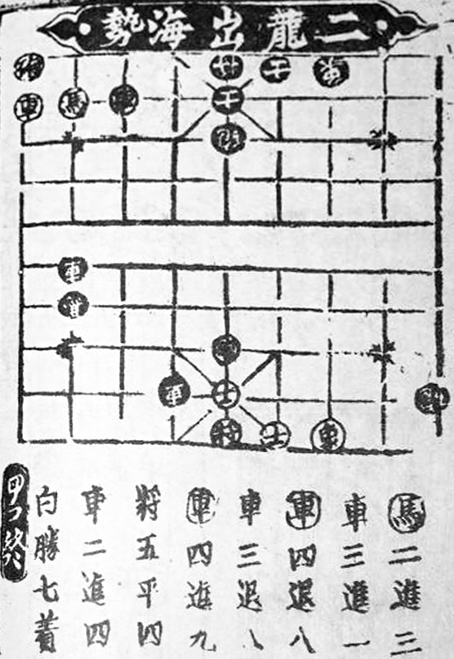
Una imagen de xiangqi en la dinastía Song del Sur

Se menciona un juego llamado xiangqi que data del periodo de los Reinos Combatientes; según el texto del siglo I a. C. Shuo Yuan (說苑/说苑), era uno de los intereses del Señor Mengchang de Qi. Sin embargo, las reglas de ese juego no se describen, y no estaba necesariamente relacionado con el juego actual. El emperador Wu de Zhou del Norte escribió un libro en el año 569 llamado Xiang Jing. En él se describían las reglas de un juego de temática astronómica llamado xiangqi o xiangxi (象戲). La palabra xiàngqí 象棋 suele traducirse como juego del elefante o juego de la figura, porque el carácter chino 象 significa elefante y figura; se originó como un dibujo estilizado de un elefante, y se utilizó para escribir una palabra que significaba figura, probablemente porque los dos palabras se pronunciaban igual.
Por estas razones, Murray teorizó que "en China [el ajedrez] tomó el tablero y el nombre de un juego llamado 象棋 en el sentido de 'Juego Astronómico', que representaba los movimientos aparentes de objetos astronómicos visibles a simple vista en el cielo nocturno, y que las primeras referencias chinas a 象棋 se referían al Juego Astronómico y no al ajedrez chino". Los juegos anteriores llamados xiàngqí pueden haberse basado en los movimientos de los objetos celestes. Sin embargo, la conexión entre 象 y astronomía es marginal, y surgió de que las constelaciones se llamaran "figuras" en contextos astronómicos en los que otros significados de "figura" eran menos probables; este uso puede haber llevado a algunos autores chinos antiguos a teorizar que el juego 象棋 comenzó como una simulación de la astronomía.

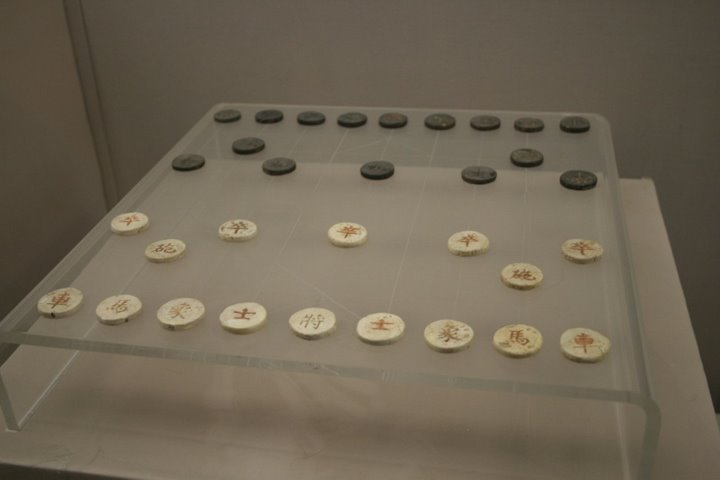
Piezas del juego xiangqi que se remontan a la dinastía Song del Norte.

Para apoyar su argumento, Murray citó una antigua fuente china que dice que en el xiangqi más antiguo (del que el xiangqi moderno puede haber tomado algunas de sus reglas) se podían barajar las piezas de juego, lo que no ocurre en el xiangqi moderno estilo ajedrez. Murray también escribió que en la antigua China había más de un juego llamado xiangqi. Murray también supuso que el chaturanga de India influyó la formulación de xiangqi actual.
Este juego alcanzó su máximo esplendor en la Dinastía Tang (618-907), el período de las cinco dinastías y los diez reinos (907-960) y la dinastía Song (960-1279) que se extendió por todo el país chino. En la actualidad el juego se ha extendido por toda Asia y por todo el mundo.

## Tablero
El juego se practica en un tablero con diez líneas horizontales y nueve verticales. Las piezas se ubican en sus intersecciones, llamadas puntos. 
En el centro de cada lado del tablero se sitúa el palacio de tres puntos de ancho y tres de largo, cruzada por diagonales, en donde se encuentra el rey. 
Entre la quinta y la sexta fila se encuentra el río, que divide el tablero en dos. En otras versiones del tablero jugadas fuera de China, en lugar de haber un río, hay una simple línea.

## Piezas
Las piezas que componen los ejércitos del tablero normalmente se representan con caracteres chinos, como podemos ver en las siguientes imágenes.
Como podemos observar las piezas rojas y negras tienen caracteres diferentes escritos,  y algunos son similares.
Las siguientes imágenes muestran la occidentalización de cada pieza y su carácter original. Esta occidentalización no es utilizada para los juegos reales, pero sí en algunos sitios en internet para facilitar a los jugadores de ajedrez su comprensión.

## Movimientos

### Elefante (Xiang)
Los elefantes (o alfiles) se denominan 象 xiàng (elefante) para las negras y 相 xiàng (ministro) para las rojas. Están situadas junto a los consejeros. Estas piezas se mueven y capturan exactamente dos puntos en diagonal y no pueden saltar sobre las piezas intermedias; el movimiento se describe como el carácter 田 Tián (campo), en referencia a las casillas del tablero. Si un elefante no puede moverse debido a una pieza diagonalmente adyacente, se conoce como bloqueo del ojo del elefante (塞象眼).
Los elefantes no pueden cruzar el río para atacar al general enemigo, y sirven como piezas defensivas. Debido a que el movimiento de un elefante está restringido a sólo siete posiciones en el tablero, puede ser fácilmente atrapado o amenazado. Los dos elefantes se utilizan a menudo para defenderse mutuamente.
Los caracteres chinos para «ministro» y «elefante» son homófonos en mandarín (escucharⓘ) y ambos tienen significados alternativos como «apariencia» o «imagen». Sin embargo, en español, ambos son referidos como elefantes, y menos comúnmente como «alfiles», debido a sus movimientos similares.

### General o Rey— (Jiang-Shuai)
Se mueve una intersección en dirección horizontal o vertical, movimiento parecido al rey del ajedrez occidental, pero no puede salir de las casillas marcadas como palacio. Y no puede tener visión directa con el general del oponente, es decir si están en la misma columna debe haber al menos otra ficha entremedias de ellas dos, se puede aprovechar esto para forzar a no mover al otro jugador.

### Oficial o Consejero— (Shi)
Se mueve una intersección en dirección diagonal, parecido al alfil del ajedrez occidental, pero no puede salir de las casillas marcadas como palacio.

### Caballo (Ma)
Se mueve una intersección en dirección horizontal o vertical, seguida de otra en diagonal. El punto de pivote debe estar vacío.

### Carro o Torre— (Che / Ju)
Se mueve como la torre del ajedrez común.

### Cañón (Pao)
Se mueve igual que el carro, pero solo puede capturar si salta sobre otra pieza que se encuentre en la línea de ataque. La pieza que se interpone, conocida como plataforma del cañón, puede pertenecer a cualquier bando. El cañón sólo puede saltar si realiza una captura, y no puede saltar sobre dos o más piezas.

### Peón o Soldado (Bing-Zu)
Se mueve una intersección hacia adelante si se halla en su propio campo; en campo enemigo pueden también mover una intersección en forma horizontal. No puede retroceder; al llegar a la última línea enemiga continúa moviéndose hacia adelante, pero también se puede mover hacia los lados, es decir que hace una especie de promoción como en el shogi.

## Reglas
Las piezas comienzan en la posición que se muestra en el diagrama de arriba. El jugador que se mueve primero ha variado a lo largo de la historia y de una parte de China a otra. Diferentes libros xiangqi aconsejan que el lado negro o rojo se mueva primero. Algunos libros se refieren a los dos lados como norte y sur; cuál dirección corresponde a qué color también varía de fuente a fuente. En general, el rojo se mueve primero en la mayoría de los torneos modernos.
Cada jugador a su vez mueve una pieza desde el punto que ocupa a otro punto. Las piezas generalmente no están permitidas para moverse a través de puntos ocupados por otras piezas, la excepción es el movimiento de captura del cañón. Una pieza puede ser movida en un punto ocupado por una pieza enemiga, en cuyo caso la pieza del enemigo es capturada y eliminada del tablero. Un jugador no puede capturar una de sus propias piezas. Las piezas nunca son promovidas (convertidas en otras piezas), aunque el peón adquiere la capacidad de moverse lateralmente después de cruzar el río. Casi todas las piezas capturan usando sus movimientos normales, mientras que el cañón tiene un movimiento de captura especial descrito a continuación.

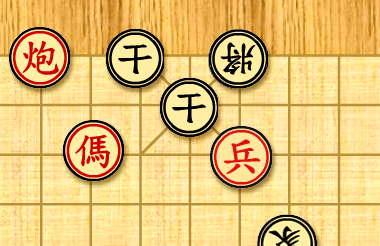
Una instancia de jaque mate que asume que el cañón es seguro y el Negro no puede bloquear el cheque. El caballo no es necesario para este compañero de control.

El juego termina cuando un jugador controla al general del otro. Cuando el general está en peligro de ser capturado por el jugador enemigo en su siguiente movimiento, el jugador enemigo ha «entregado un jaque» (照將/將軍, abreviado como 將), y el general es «en jaque». Debería anunciarse un jaque. Si el jugador del general no puede hacer ningún movimiento para impedir la captura del general, la situación se llama «mate» (將死). A diferencia del ajedrez, en el que ahogado es un empate, en xiangqi, es una pérdida para el jugador ahogado.
En xiangqi, un jugador, a menudo con una desventaja material o posicional, puede intentar atacar o perseguir piezas de tal manera que los movimientos caigan en un ciclo, impidiendo que el oponente gane. Mientras que esto es aceptado en el ajedrez occidental, en xiangqi, las siguientes reglas especiales se utilizan para hacer que sea más difícil empatar el juego por control o persecución interminables, independientemente de si las posiciones de las piezas se repiten o no:
- Un jugador que hace jaques perpetuos con una o varias piezas puede ser juzgado por haber perdido a menos que él o ella deje de hacerlo.
- Un jugador que persigue perpetuamente cualquier pieza sin protección con una o más piezas, excluidos generales y soldados, será declarado perdedor a menos que él o ella detenga esa persecución.[9]
- Si un lado hace jaques perpetuos  y el otro persigue perpetuamente, el primero debe detenerse o ser declarado perdedor.
- Cuando ninguno de los dos lados viola las reglas y ambos persisten en no hacer un movimiento alternativo, el juego puede ser decidido como un empate.
- Cuando ambos lados violan la misma regla al mismo tiempo y ambos persisten en no hacer un movimiento alternativo, el juego puede ser decidido como un empate.

Diferentes conjuntos de reglas establecen diferentes límites a lo que se considera perpetuo. Por ejemplo, las reglas del club xiangqi permiten a un jugador comprobar o perseguir seis veces consecutivas usando una pieza, doce veces usando dos piezas, y dieciocho veces usando tres piezas antes de considerar la acción perpetua.

Las reglas anteriores para prevenir la verificación y persecución perpetuas, aunque populares, no son las únicas; hay numerosas situaciones de juego final.

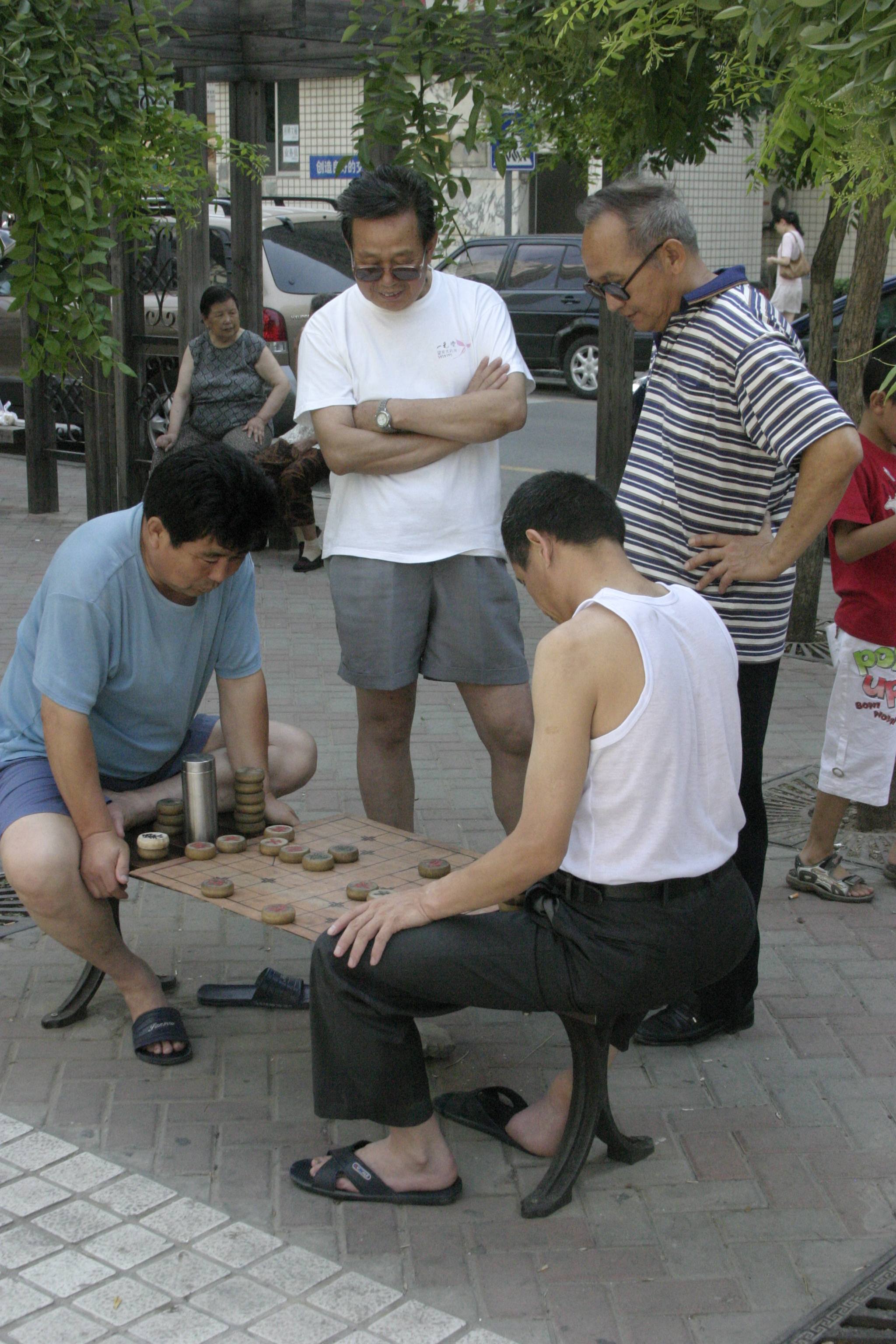
Xiangqi en las calles de Pekín.

## Campeonatos de Xiangqi
Actualmente hay campeonatos de xiangqi como el campeonato de Xiangqi en Múnich en 2015 en el que participaron 60 personas. El Campeonato Mundial de Xiangqi está organizado por la Federación Mundial de Xiangqi que este campeonato se celebra cada dos años desde 1991. También algunos países celebran su propio campeonato nacional de xiangqi.

## Variantes
- Banqi es un juego de mesa chino para 2 jugadores que se juega en un tablero de 4x8 casillas o en la mitad de un tablero de Xiangqi.
- Sanguo Qi
- Sanyou Qi
- Qiguo xiangqi
- Ajedrez manchú